# ويليام مور ديفيس
ويليام مور ديفيس (بالإنجليزية: William Moore Davis)‏ هو رسام أمريكي، ولد في 22 مايو 1829 في Setauket-East Setauket ‏ في الولايات المتحدة، وتوفي في 26 مارس 1920 في فلورنسا في إيطاليا.